# Amatérská jeskyně
Jeskynní systém nazvaný souhrnně Amatérská jeskyně se nachází v CHKO Moravský kras v prostoru mezi propastí Macocha, obcemi Sloup a Holštejn.
Tento jeskynní systém je se svými téměř 45 kilometry nejdelším jeskynním systémem ve střední Evropě. Protékají jím tři aktivní toky: Bílá voda, Sloupský potok a Punkva, která vzniká jejich soutokem. Celý jeskynní systém tvoří: Sloupsko-šošůvské jeskyně s propadáním Sloupského potoka, jeskyně Lipovecká ventarola, jeskyně Nová Rasovna s propadáním Bílé vody, jeskyně Piková dáma, Spirálka, C 13, Stará a Nová Amatérská jeskyně, propast Macocha a ve vývěrové části Punkevní jeskyně.

## Objevování jeskynního systému

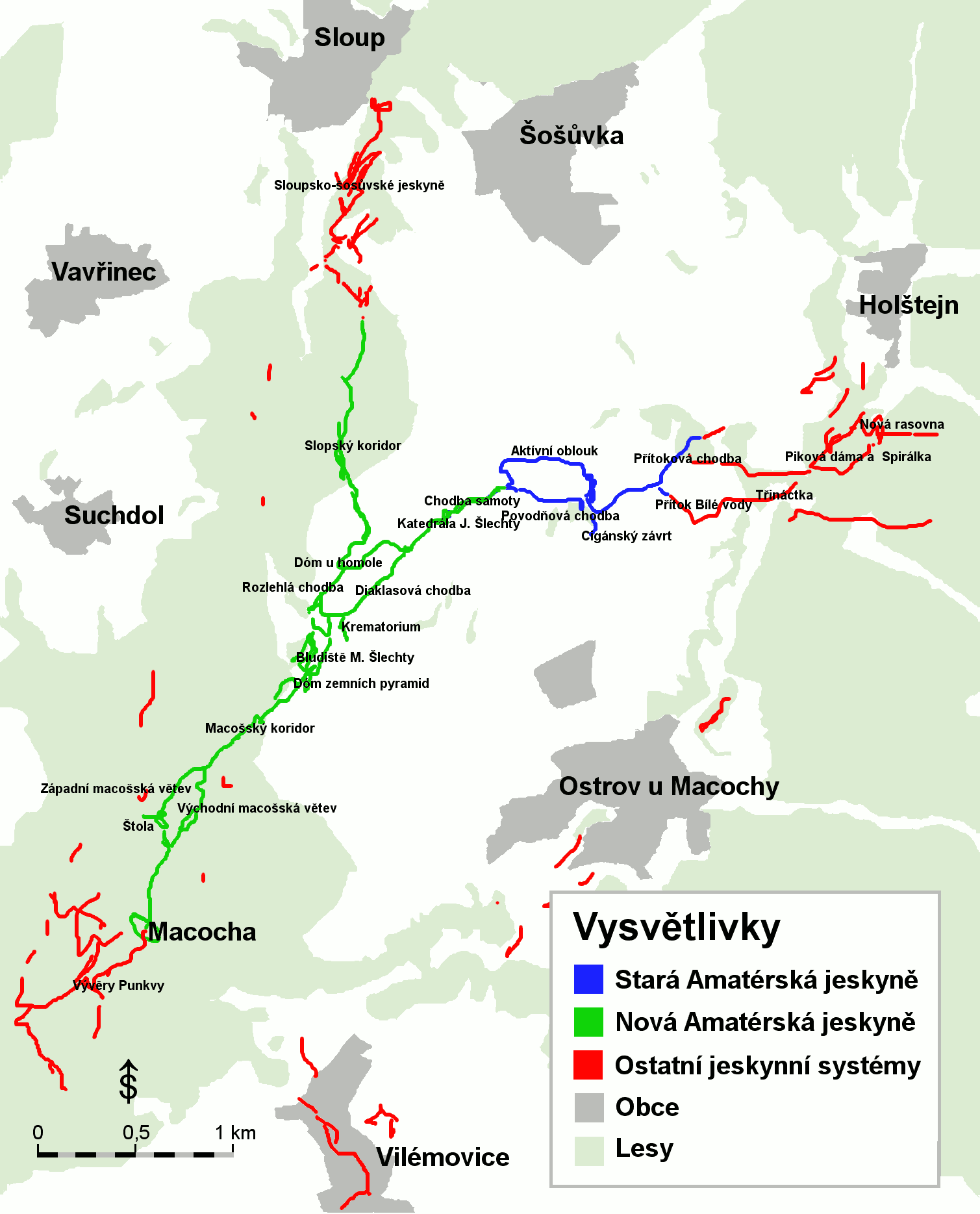
Schéma jeskynního systému Amatérské jeskyně

Na počátku 20. století Karel Absolon objevil, postupně prozkoumal a zpřístupnil Punkevní jeskyně a Propast Macochu. Ještě o něco dříve byly prozkoumány Sloupsko-šošůvské jeskyně s propadáním Punkvy. Významný tok říčky Punkvy znamenal už při objevu Punkevních jeskyní předpoklad existence rozsáhlého jeskynního systému, který byl od té doby také aktivně hledán a následně zkoumán. Jeskyně Piková dáma, Spirálka a Třináctka nedaleko Nové Rasovny byly prozkoumány v padesátých letech. V dolních patrech těchto jeskynní byl nalezen aktivní tok Bílé vody. Tohoto úspěchu dosáhla amatérská Speleologická skupina pro výzkum Plániv („Plánivská skupina“) vedená Milanem Šlechtou. Když se ukázalo, že další postup po proudu aktivní vody z jeskyně 13 c („Třináctka“) není možný, obrátila skupina svoji pozornost přímo k Ostrovské plošině, kde začala v roce 1968 prokopávat Cigánský závrt. Po několika měsících usilovné práce dne 18. ledna 1969 dosáhli amatérští speleologové v hloubce 110 m aktivního toku Bílé vody a objevili 1,5 km chodeb, kterým se začalo říkat Amatérská jeskyně (dnes Stará Amatérská). 9. srpna téhož roku zahájili potápěčský průzkum sifonu na konci Povodňové chodby a 16. srpna za ním objevili prostory, nyní zvané Nová amatérská jeskyně.
Dne 29. srpna 1970 zahynuli při nenadálé povodni během mapování v Nové amatérské jeskyni speleologové Milan Šlechta a Ing. Marko Zahradníček. Po této tragické události byl další průzkum dočasně zastaven a pokračoval až od roku 1971 profesionálními speleology pod vedením tehdejšího Geografického ústavu ČSAV v Brně.
Roku 1973 byla z Pustého žlebu proražena štola, která znamenala bezpečný vstup do Nové Amatérské jeskyně.
Od začátku milénia se výzkum zaměřuje na podrobné mapování systému a potápěčský průzkum nejnižších pater a neprostupných sifonů oddělujících jednotlivé části systému. Významným úspěchem jeskyňářů je proplutí mezi Sloupsko-šošůvskými jeskyněmi a Amatérskou jeskyní; to se podařilo potápěči Janu Sirotkovi na konci roku 2005.
V únoru 2023 objevili speleologové ZO ČSS 6-15 Holštejnská v Lipoveckém žlebu rozsáhlý dóm Jiná dimenze a připojili tak k celému systému i jeskyni Lipovecká ventarola o délce 1 km.

## Popis jeskynního systému

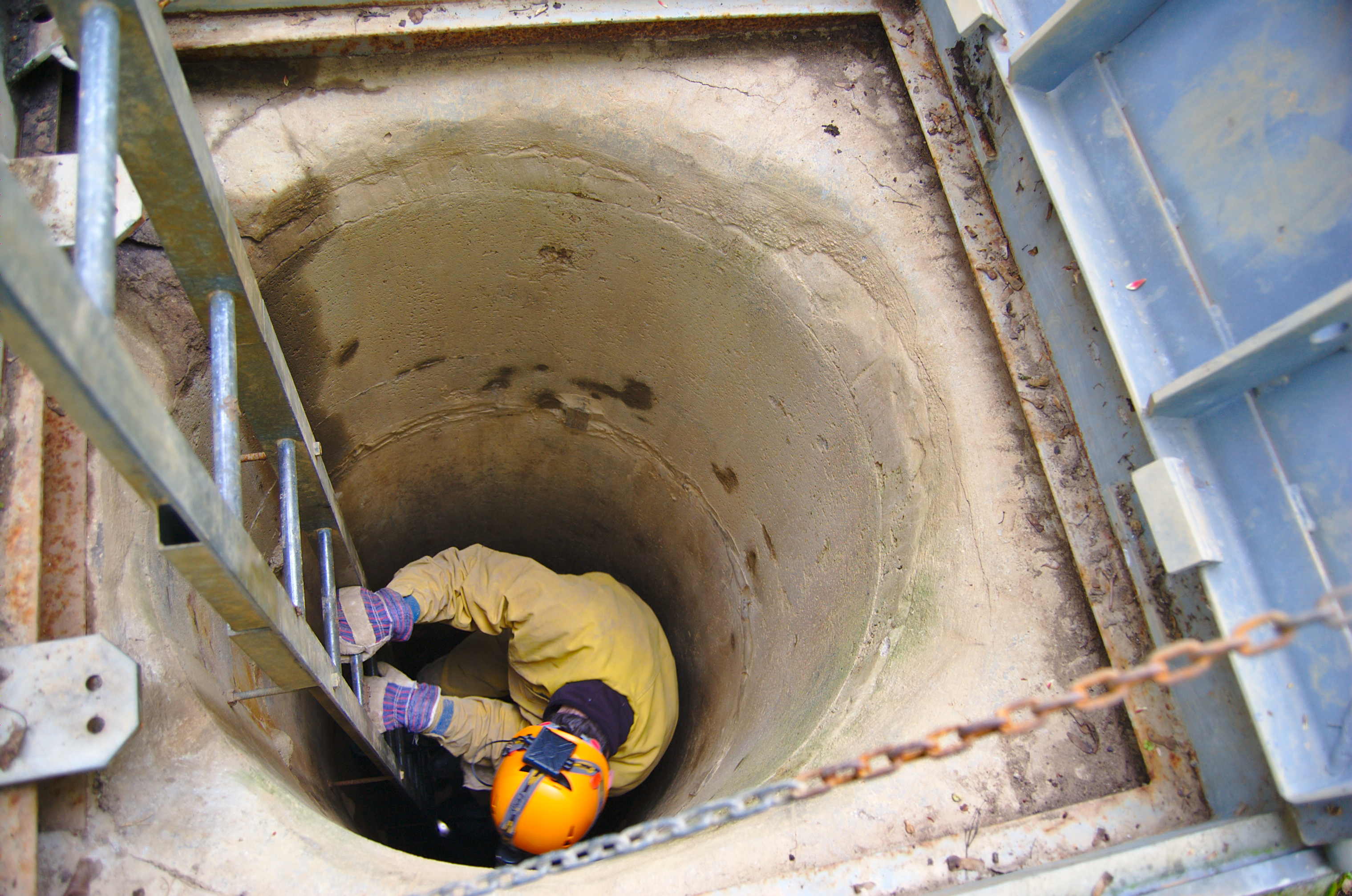
Sestup jeskyňáře vchodem do Staré Amatérské jeskyně z Cigánského závrtu

Stará Amatérská jeskyně je nejstarší objevenou částí systému, která byla objevena ze šachty kopané na dně Cigánského závrtu. Hlavní částí je chodba s aktivním řečištěm Bílé vody, která do systému přitéká 100 m dlouhým sifonem z jeskyně C13. Tento sifon byl potápěči překonán poprvé v roce 1983. Přítoková chodba je cestou Holštejnského potoka, pravostranného přítoku Bílé vody od severu. Další významnou částí je Povodňová chodba, která je Povodňovým sifonem propojena s Novou Amatérskou jeskyní. Tato chodba odvádí za povodní část vod Bílé vody. Cestou vody do Nové Amatérské jeskyně za běžných vodních stavů je tzv. Aktivní obtok.

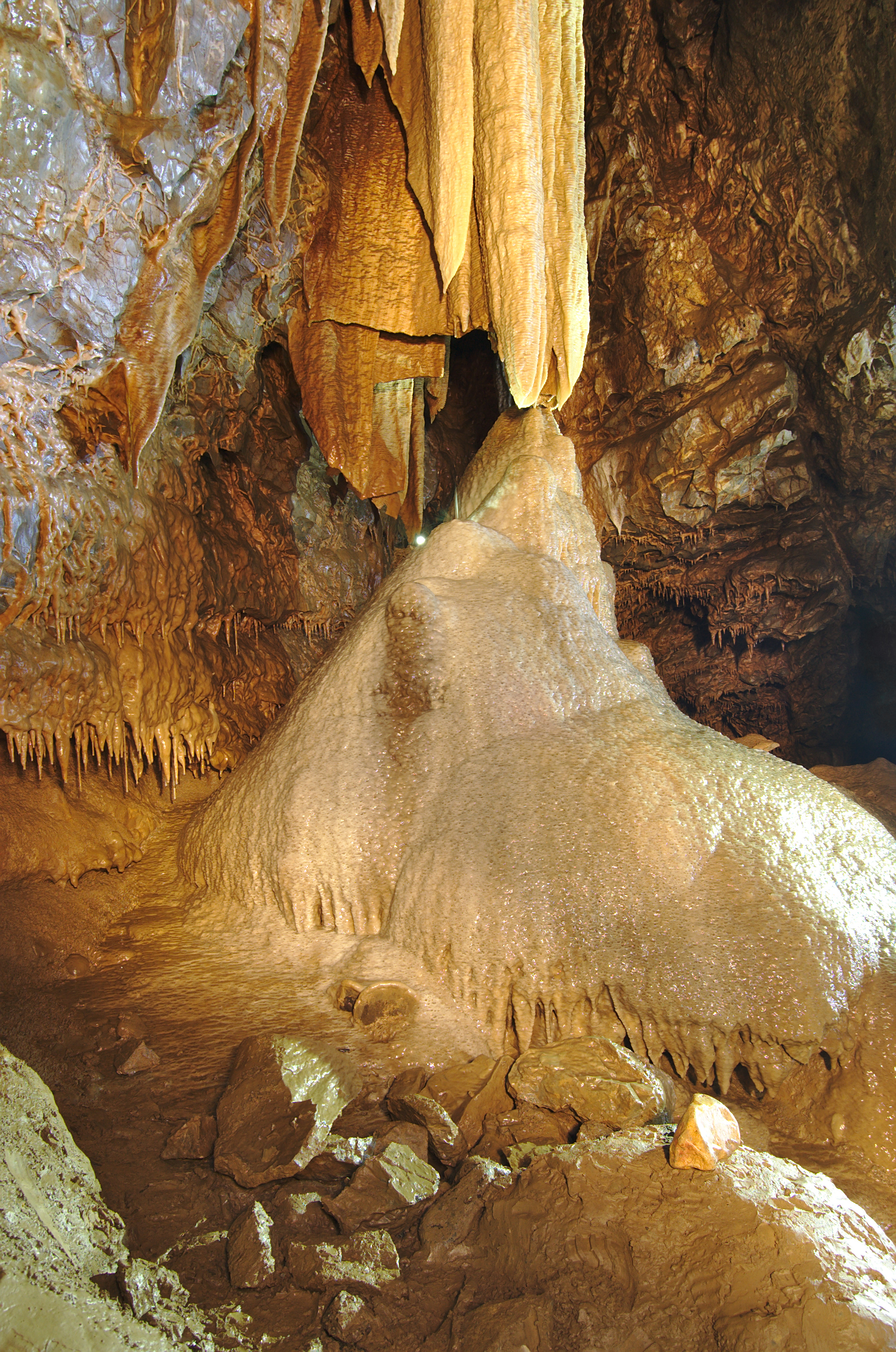
Krápníková výzdoba Nové Amatérské jeskyně

Značně rozsáhlejší Nová Amatérská jeskyně byla objevena nedlouho po objevu Staré Amatérské jeskyně překonáním Povodňového sifonu. Jádrem Nové Amatérské jeskyně je část nazvaná Bludiště Milana Šlechty se složitým labyrintem chodeb i největší prostorou Amatérské jeskyně – Říceným dómem. Bludiště částečně se nachází pod jedním z největších závrtů v Moravském krasu – Městikáď, odkud se snažil k jeskyni dostat ve 30. letech 20. století Karel Absolon, kterému pravděpodobně zbývalo k proniknutí do jeskyně jen několik metrů. Ve spodních, zatím neprobádaných patrech jeskyně pod Bludištěm dochází k soutoku Sloupského potoka a Bílé vody v podzemní říčku Punkvu. Od Bludiště severním směrem se jeskyně dělí na dvě části – Rozlehlá chodba a Sloupský koridor pokračují směrem k Sloupsko-Šošůvským jeskyním. Koridor je zakončen několika sifony, z nichž se poslední podařilo proplavat až v roce 2005. Pro lepší možnost přístupu je nově do části jeskyně oddělené sifony proražen umělý vchod. Směrem ke Staré Amatérské jeskyni vede Dioklasová chodba a Chodba samoty s Katedrálou Jiřího Šlechty. Oba koridory se setkávají nejprve v Dómu u Homole a dále u Bludiště. Od Bludiště na jih vede nejdelší chodba jeskyně Macošský koridor, která je pokračováním rozlehlé chodby a začíná Dómem zemních pyramid a končí takřka po kilometru dómem Ráztoka, kde se dělí na dvě části – Západní a Východní Macošskou větev. Do Západní větve je proražená umělá štola z Pustého žlebu a tato větev dále pokračuje Javorovou a Spojovací chodbou k aktivnímu toku Punkvy, Východní větev pokračuje Stupňovitou chodbou do nejnižších partií jeskyně, kde se nachází opět Aktivní řečiště Punkvy, která odtud pokračuje Předmacošským sifonem do Červíkových jeskyní a dále do propasti Macocha.
Většina hlavních chodeb v Amatérské jeskyni leží nad hladinou aktivních toků Bílé vody, Sloupského potoka a po jejich soutoku i Punkvy. Aktivní toky se v jeskyni objevují jen na několika místech a jejich potápěčský průzkum je zatím v počátcích. Podrobným potápěčským průzkumem může dojít k objevům dalších zatopených chodeb.

## Fotogalerie

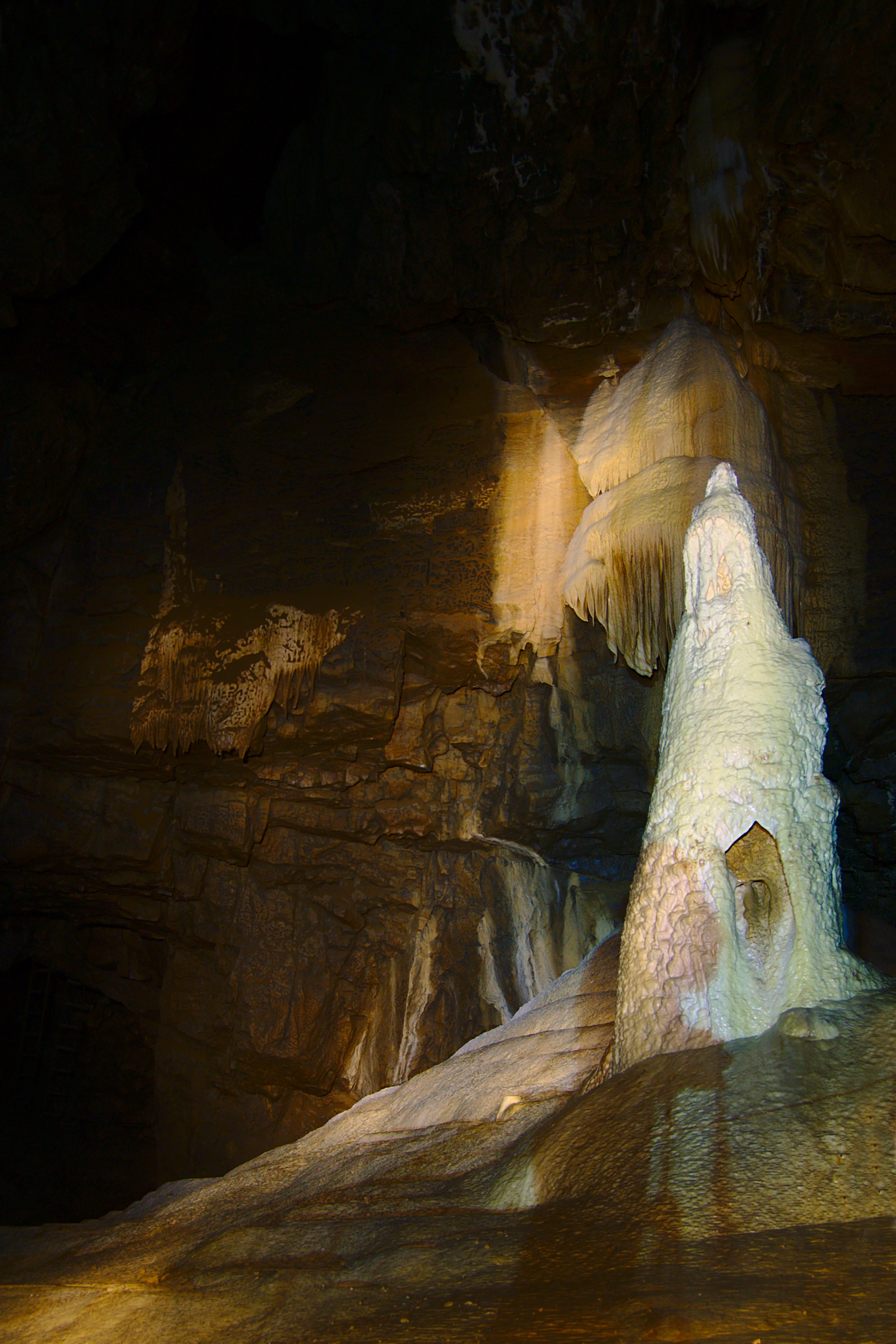
Stalagmit ve Staré Amatérské jeskyni
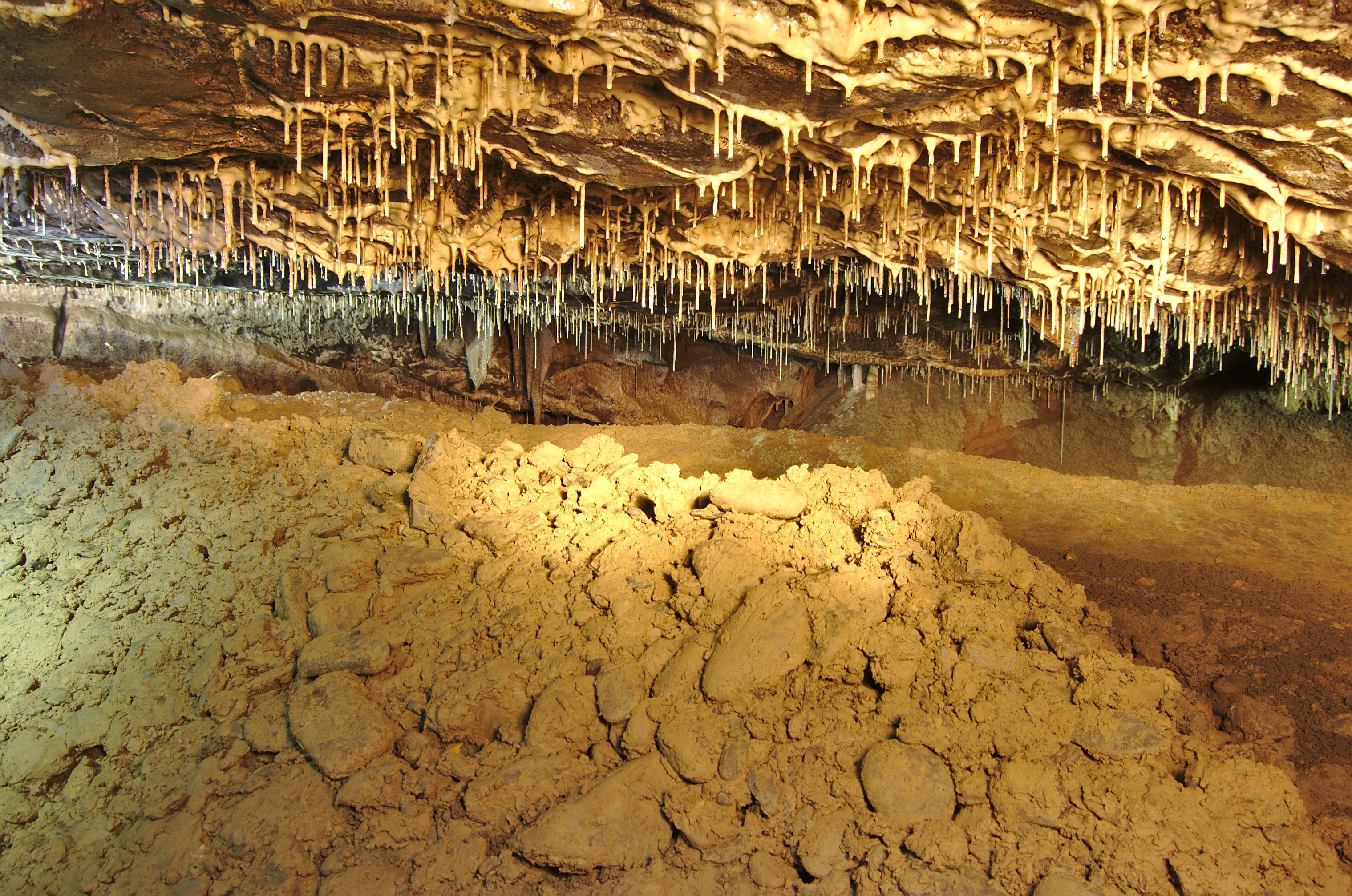
Brčka (malé stalaktity) v Nové Amatérské jeskyni
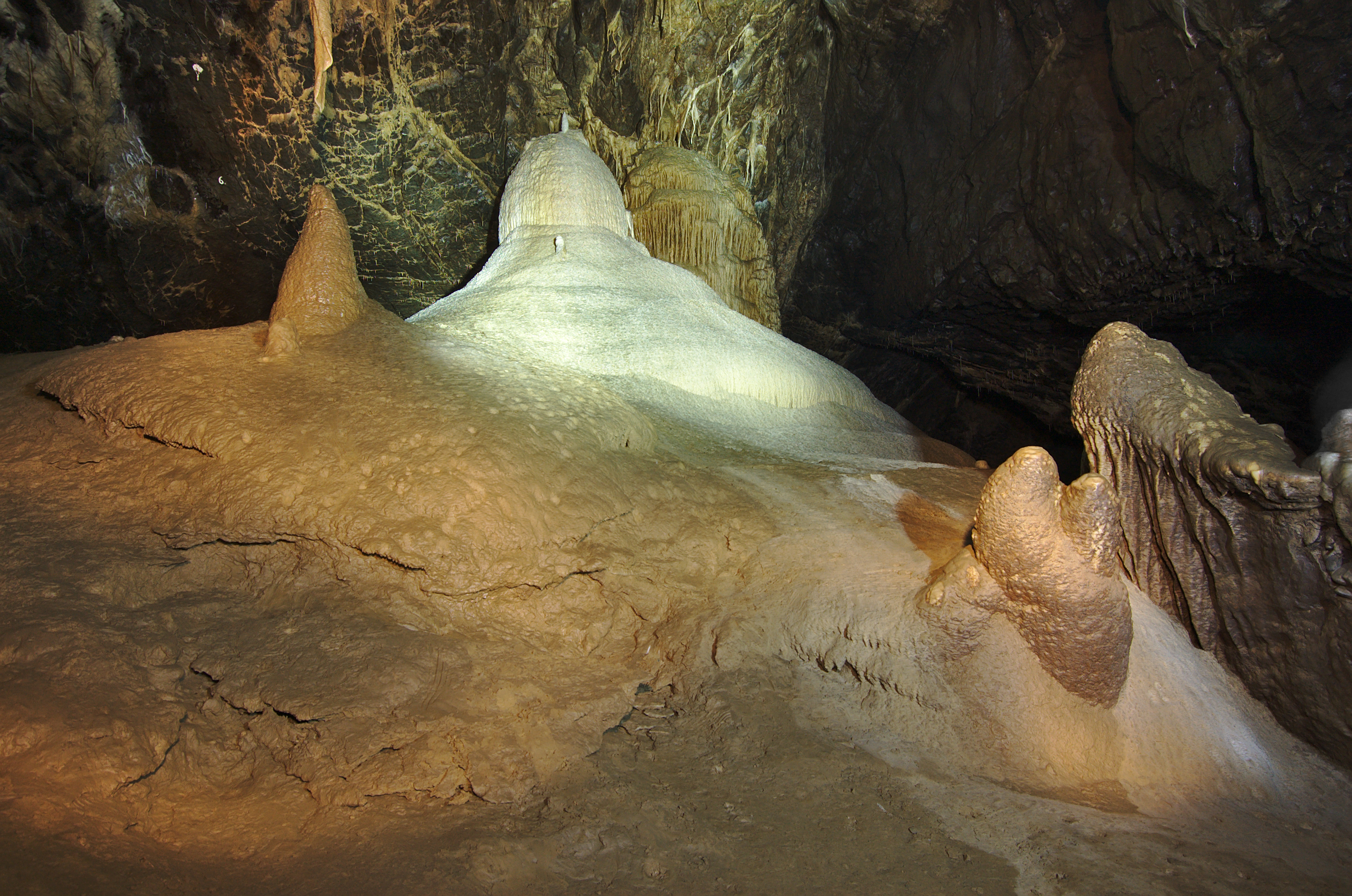
Stalagmity v Nové Amatérské jeskyni
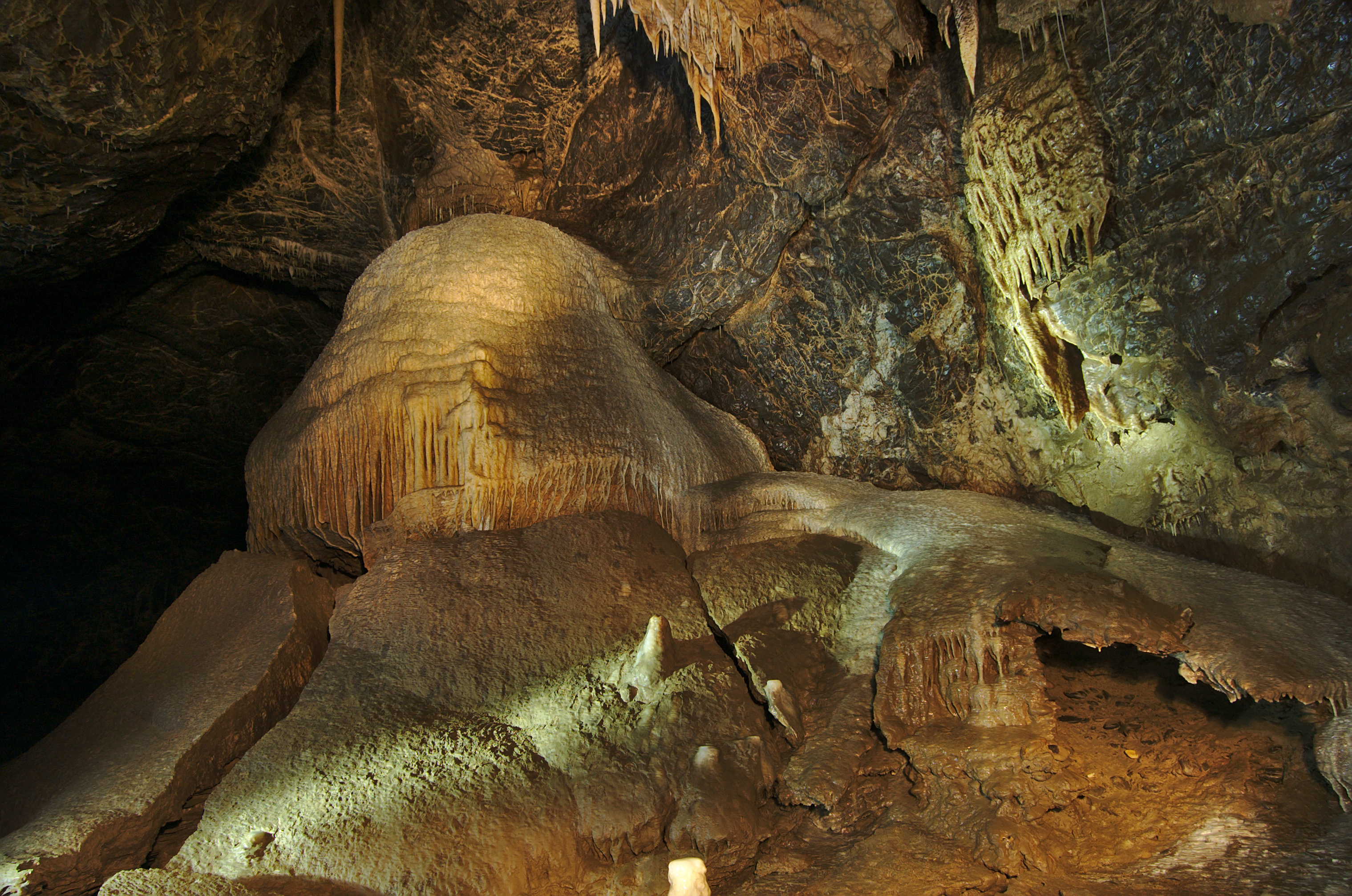
Stalagmity v Nové Amatérské jeskyni
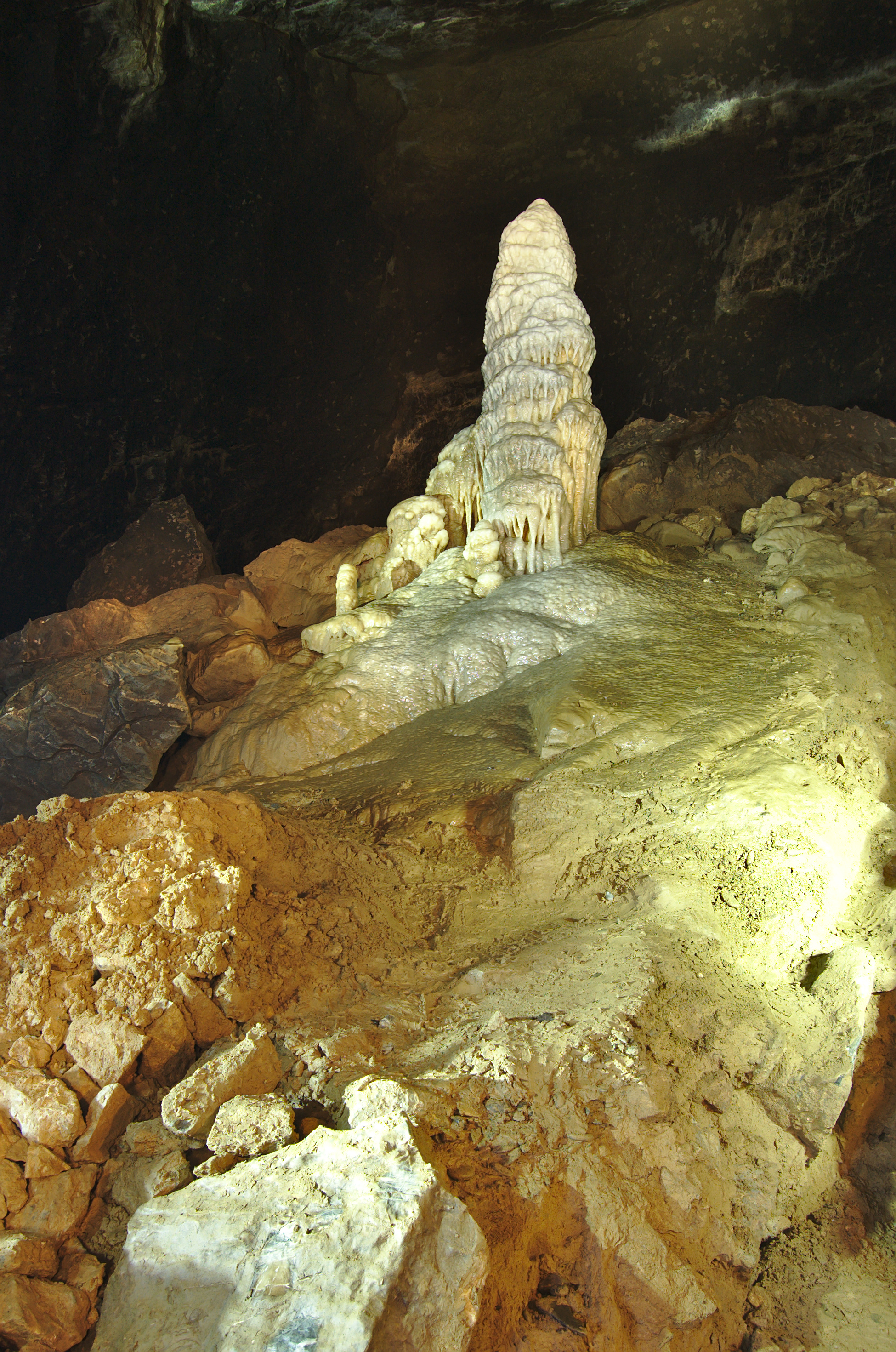
Stalagmity v Nové Amatérské jeskyni
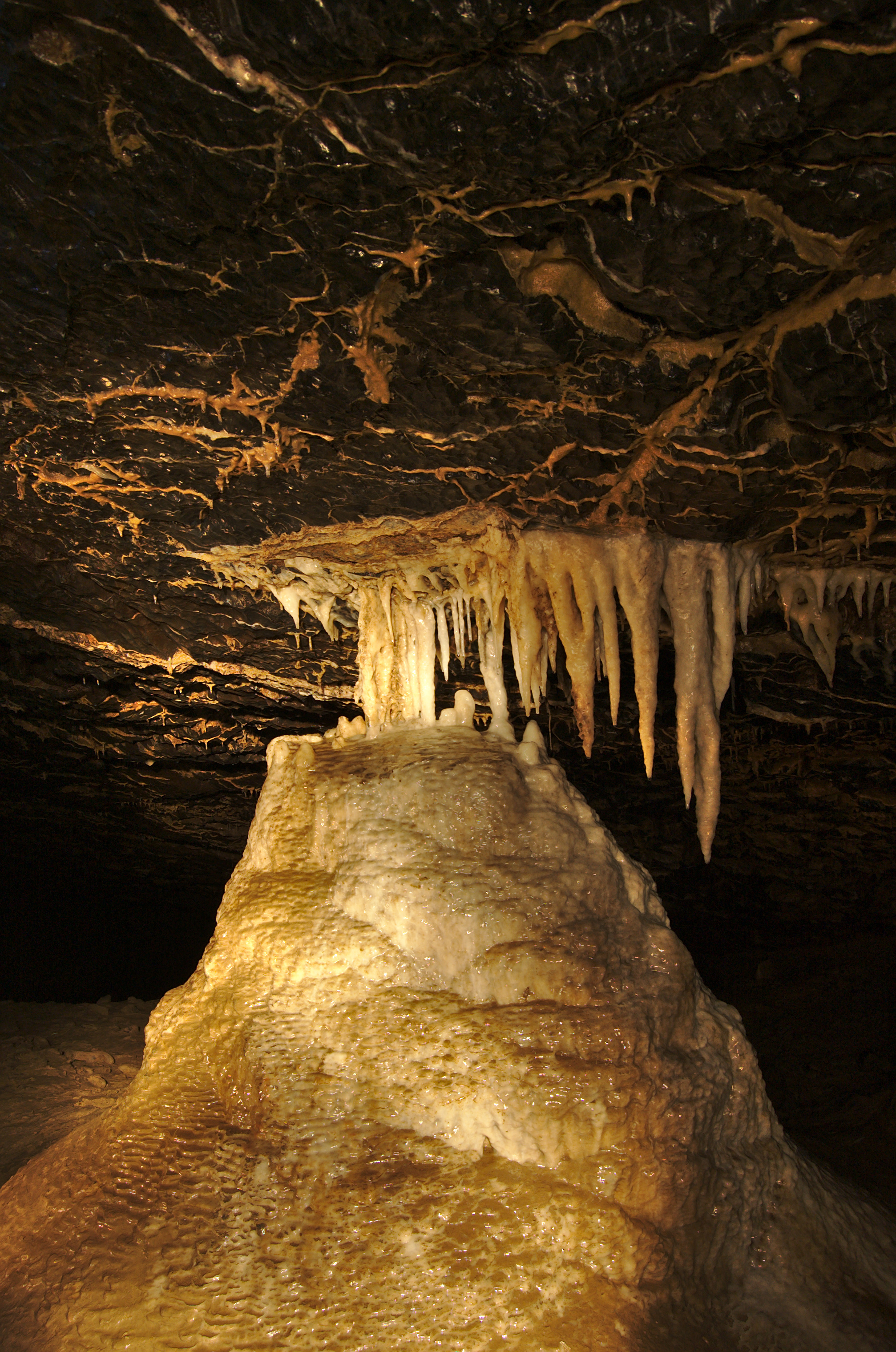
Stalaktity v Nové Amatérské jeskyni
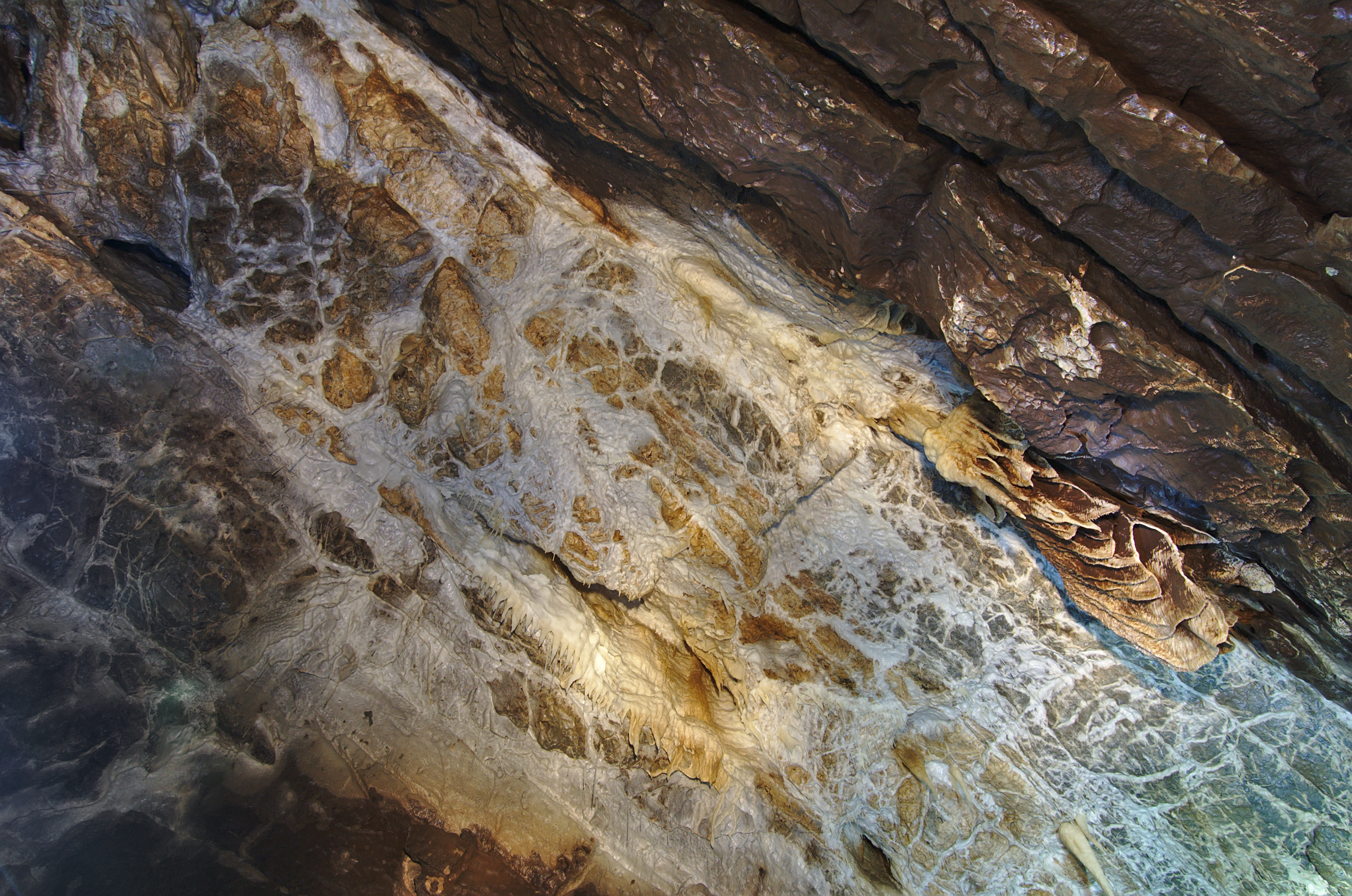
Strop v Nové Amatérské jeskyni